# 张艳 (1952年)
张艳（1952年8月—），女，汉族，江苏新沂人，中华人民共和国政治人物。江苏省委党校政治经济学专业毕业。

## 生平
1969年11月参加工作，任新沂县窑湾公社二湾大队知青，团支部书记、公社团委委员。1972年4月，徐州师范学院中文系中文专业学习。1972年12月加入中国共产党。1974年8月，任新沂县炮车中学教师、团委书记，踢球山中学教师、团委书记。1977年4月，任中共徐州地委党校教育科理论教员（其间：1977年11月至1979年1月省委党校理论班学习）。1980年10月，任中共徐州地委组织部干部科干事、副科长。1983年3月，任共青团徐州市委书记、党组书记。1984年7月，任中共徐州市委常委，团市委书记、党组书记。1984年10月，任中共徐州市委常委、市委宣传部部长。1986年2月，任共青团江苏省委副书记、党组成员。1987年6月，任中共江苏省委统战部副部长（其间：1989年2月至1989年7月中央党校进修班学习）。
1992年12月，任江苏省总工会副主席、党组成员。1997年4月，任江苏省总工会副主席、党组副书记。1997年12月，任江苏省总工会主席、党组书记（其间：1999年9月至2002年6月省委党校政治经济学专业在职研究生，2000年3月至2001年1月中央党校一年制中青年干部培训班学习）。2003年2月，任江苏省人大常委会副主任、党组成员，江苏省总工会主席、党组书记。2004年4月，任江苏省人大常委会副主任、党组成员，江苏省总工会主席（其间：2006年2月至2006年5月中央党校省部级干部进修班学习）。2008年10月17日，中国工会十五大在北京开幕，大会选举她出任主席团委员。2013年1月，任江苏省人大常委会副主任、党组副书记，江苏省总工会主席。2013年4月，任江苏省人大常委会副主任、党组副书记。2016年1月，辞去江苏省第十二届人民代表大会常务委员会副主任职务。
九届、十届全国政协委员。2013年，被选为第十二届全国人民代表大会江苏地区代表。